# Pisenus insignis
Pisenus insignis es una especie de coleóptero de la familia Tetratomidae.

## Distribución geográfica
Habita en Japón.